# Virgen de Caacupé
La Virgen de Caacupé o Virgen de los Milagros de Caacupé es una variante de la advocación mariana de la Inmaculada venerada en la localidad homónima, donde tiene una basílica católica inaugurada el 8 de diciembre de 1765 que se ha convertido en un lugar de peregrinación de numerosos creyentes de Paraguay, país del que es patrona. El papa Francisco elevó durante su visita al Paraguay el santuario de Virgen de Caacupé al rango de basílica menor, convirtiéndolo en la segunda iglesia del país que tiene esta categoría. El decreto correspondiente fue leído al terminar la celebración de la misa el 11 de julio de 2015. La diáspora paraguaya ha llevado el culto a la Virgen de los Milagros de Caacupé a varios países, principalmente a Argentina donde reside la mayor comunidad paraguaya en el extranjero.
En 1912 se realizaron para la imagen unas andas procesionales de plata cincelada y repujada, obra de los Talleres de Arte de Félix Granda, que aún hoy son utilizadas en sus fiestas.

## Origen del nombre
El nombre Caacupé proviene de la palabra guaraní ka’a kupé, que significa ‘detrás de la yerba’ o ‘detrás del bosque de yerba’. El término ka’aguý significa ‘monte’ (en su acepción como ‘bosque’), y ka’á es ‘yerba mate’. Se suele decir que Caacupé es la capital espiritual del Paraguay, porque cuenta con el mayor santuario del país.

## Historia

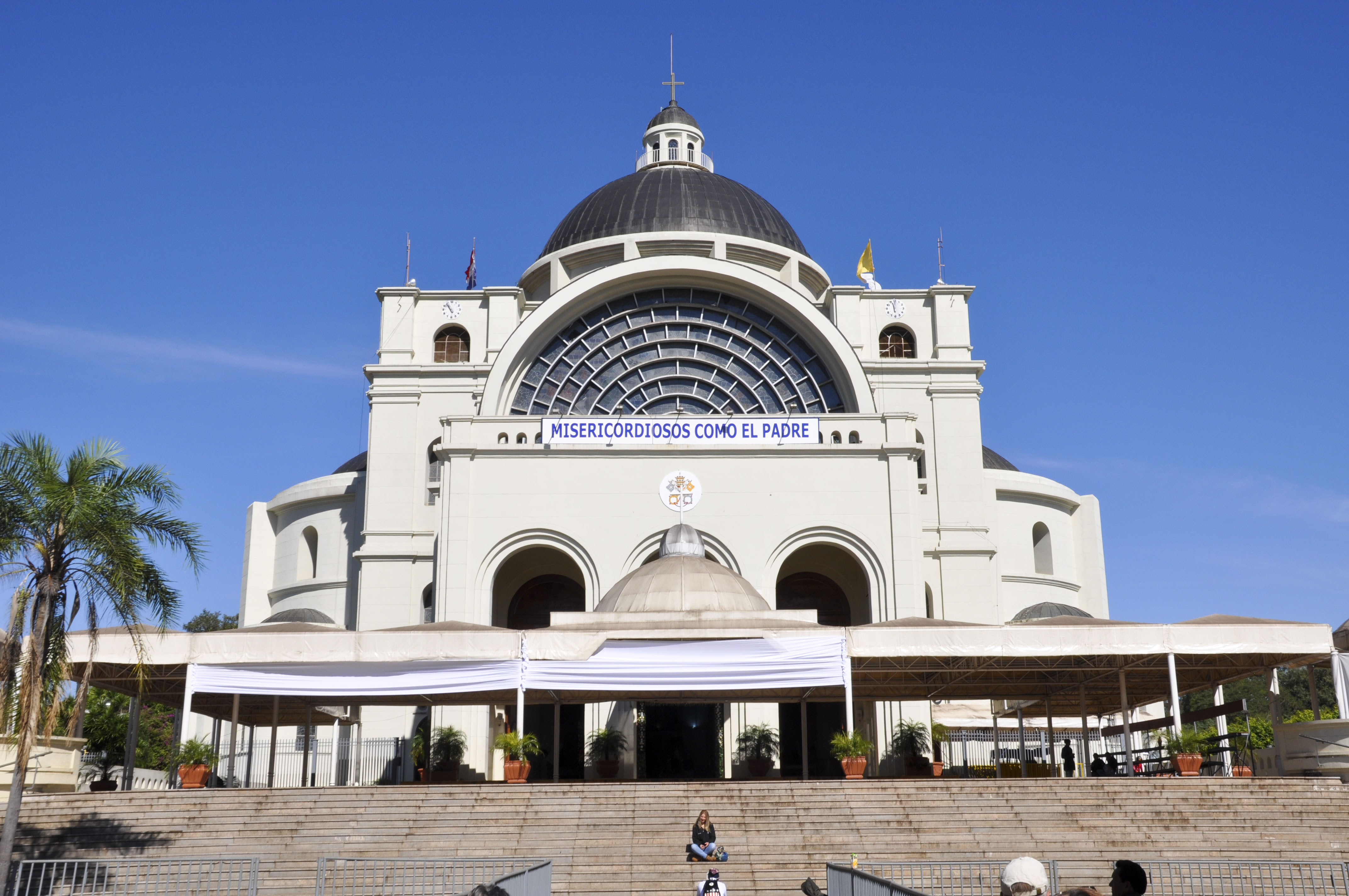
Basílica Menor de Caacupé

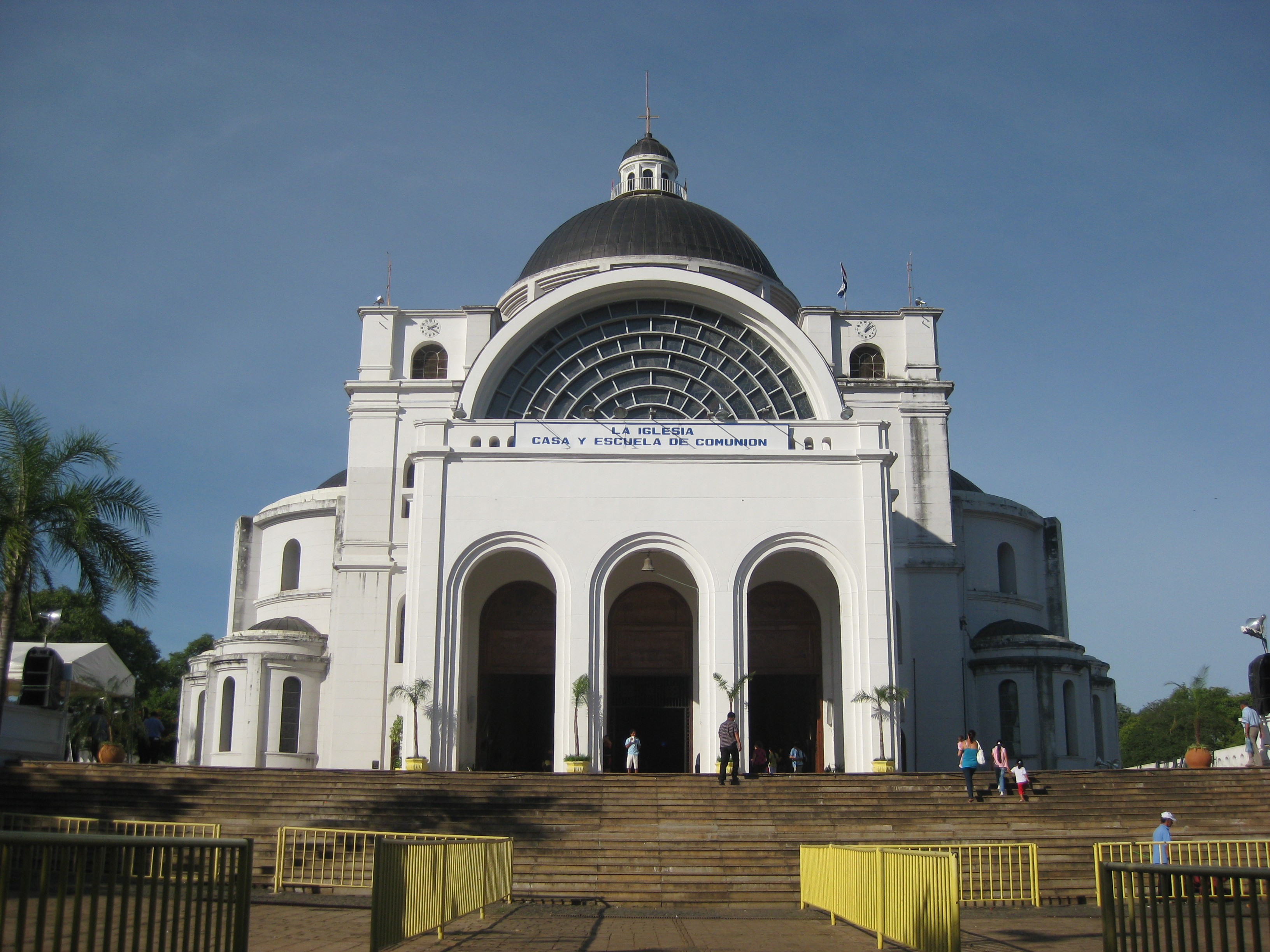
Uno de los santuarios más importantes de la República del Paraguay, Morada de la Virgencita de los Milagros de Caacupé

En el pueblo de Tobatí (cercano a Caacupé), fundado hacia el 1600, vivía un escultor guaraní de nombre José, indio guaraní, converso de la misión franciscana de allí. Al volver un día de las selvas del valle Ytú con un gran trozo de madera de muy buena calidad, contó que se había encontrado ante indios mbayá (tribu que había decidido pelear contra la colonización española y portuguesa), a los que consideraba muy peligrosos.
El indio corrió, y encontró un grueso tronco tras el cual se escondió. En ese momento prometió que con la madera del árbol protector tallaría la imagen de la Virgen, si es que llegaba a salir con vida del trance. Los mbayás siguieron de largo sin advertir su presencia, y el indio, agradecido, en cuanto pudo regresar tomó del árbol la madera que necesitaba para esculpir la estatua.
El tronco le alcanzó para dos tallas: la mayor fue destinada a la iglesia de Tobatí y la más pequeña la conservó el indio en su poder, para su devoción personal.
Los misioneros jesuitas decían que en el sitio preciso de la aparición había brotado agua milagrosa, la que había ayudado a los guaraníes a sobrevivir el calor del verano.

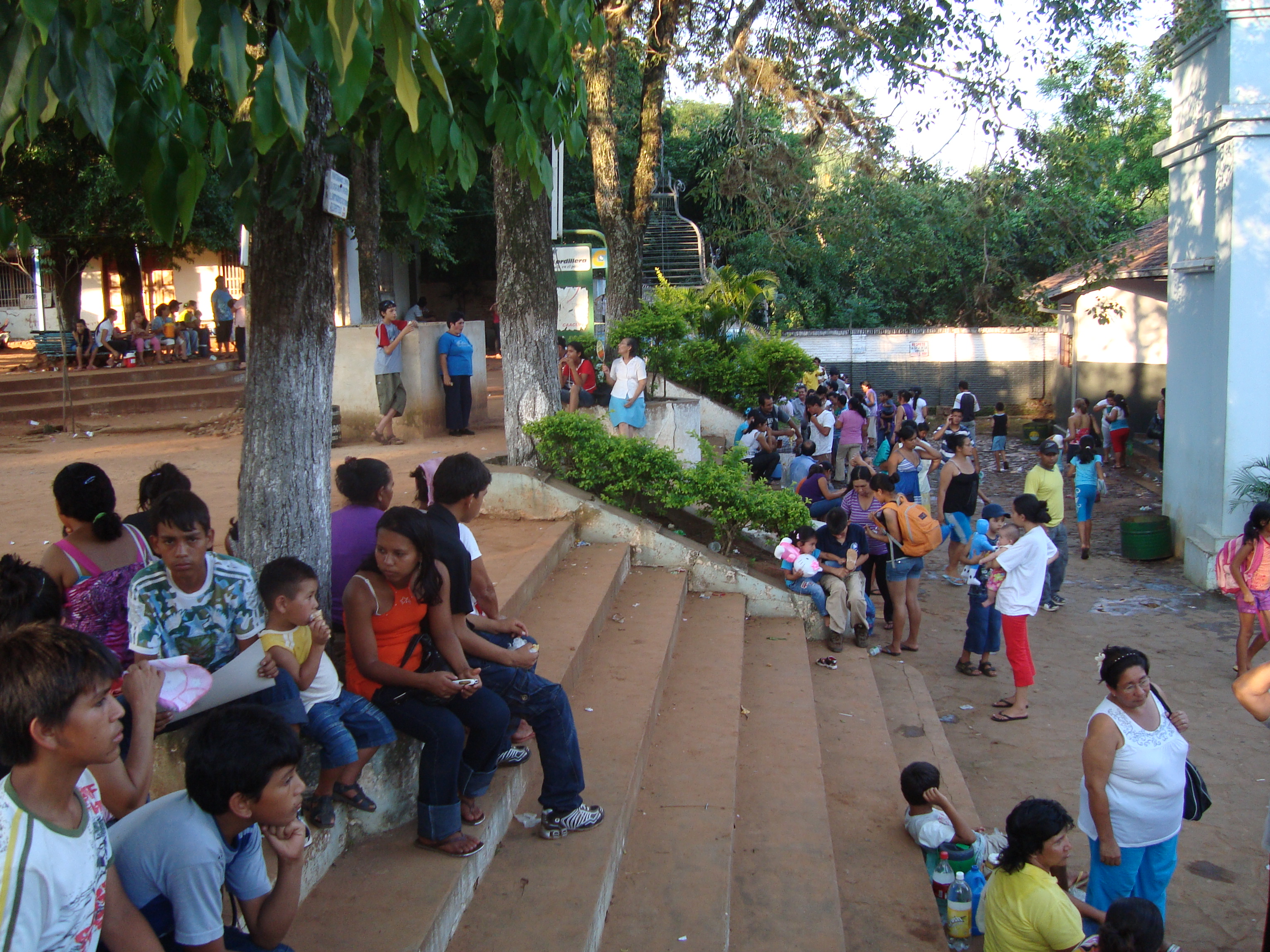
Peregrinos frente al santuario de Caacupé

Años después, la gran inundación que creó el lago de Ypacaraý amenazaba con destruir los poblados cercanos. Los frailes franciscanos, acompañados de los habitantes de la región, organizaron rogativas pidiendo la tranquilidad de las aguas. El padre Luis de Bolaños las bendijo y —como cada año— éstas retrocedieron hasta sus límites actuales. 
Fue entonces que apareció flotandoen una caja de madera la imagen de la Virgen, que los sacerdotes dijeron que era la de la misión de Tobatí, la misma que el indio José tallara años atrás. Desde entonces el pueblo la llamó la Virgen de los Milagros de Ka’akupé.
Un documento del año 1769 obrante en el Archivo Nacional afirma que el Padre Roque Melgareco, misionero de la Doctrina de Tobatí, donó a los habitantes de Ka’akupé una Imagen de la Inmaculada concepción y un terreno para la edificación de un templo en su honor. (Margarita Duran Estragó y otros, Historia de la Iglesia en Paraguay, Ed. Tiempo de historia, Asunción 2014, pág186)
En otros documentos de esos años la zona ya era conocida como el Valle de Caacupé. El 4 de abril de 1770, se toma como referencia para la fundación del pueblo de este último nombre.
El humide y “desconociodo” José, solo con el nombre de pila y sin apodos, representa a todos y a cada uno de los cristianos guaraníes. La narración mítica habla de sus peregrinaciones, de los peligros mortales que padecieron, de su devoción a la Inmaculada, la Tupäsy (Madre de Dios) que tomó el lugar de la mítica Ñandesy de sus ancestros. En el relato no hay apariciones ni visiones, no hay mensajes ni hay ningún envío. Solo hay dos milagros de salvación (de los enemigos y de la inundación). Margot Bremer, teóloga indigenista habla de una "condensación simbólica-religiosa de la historia desde los Guaranïes. (ver Margot Bremer, La Biblia y el mundo indígena, conapi, Asunción 1998, pág. 147)
Así, la imagen menor, Nuestra Señora de los Milagros de Caacupé, "se convirtió en mayor por la abundancia de sus dones y de sus fieles". En cuanto a la talla grande, se supone que saqueada por los mbayás.

## Festividad

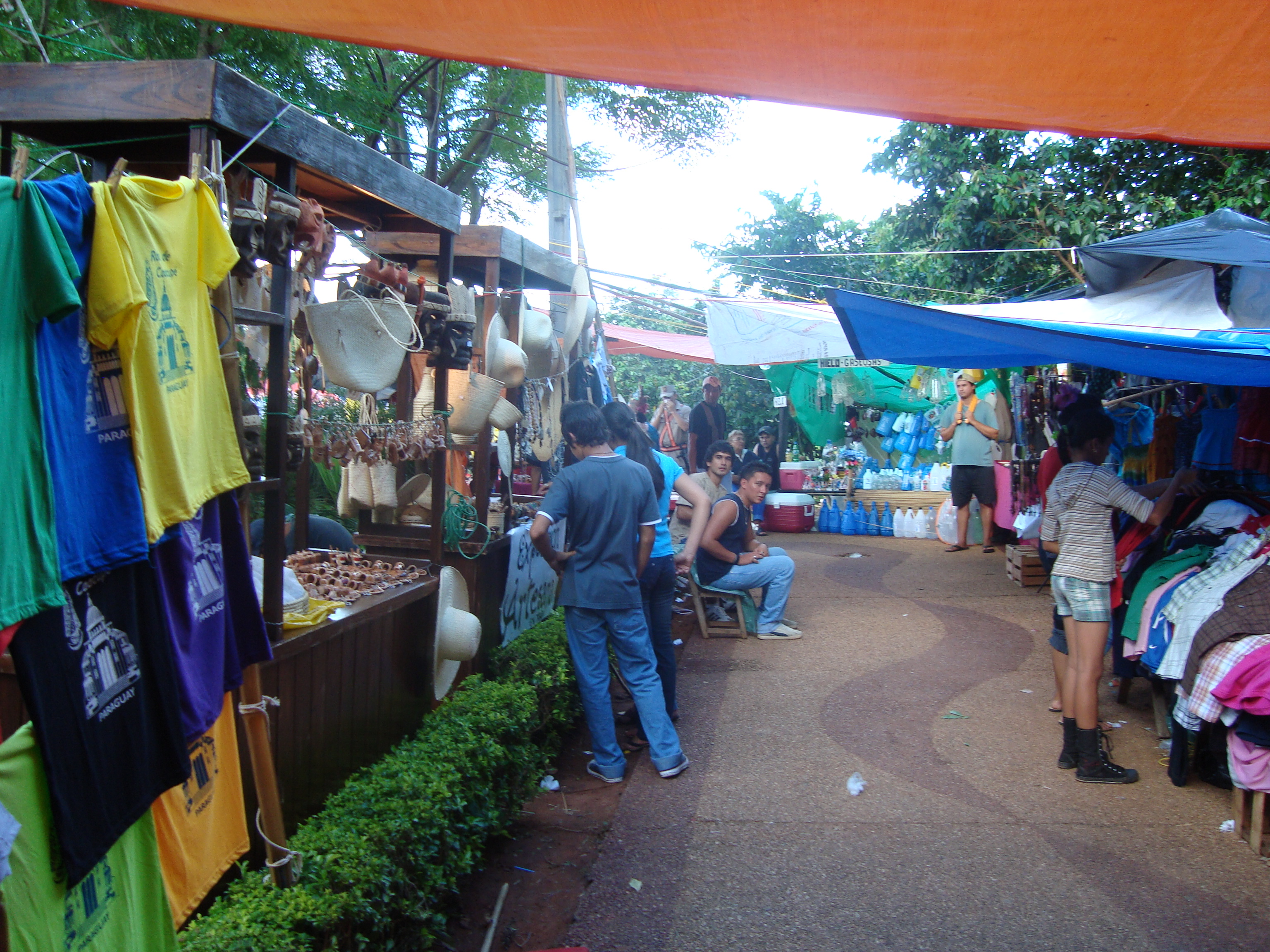
Venta de camisetas y artesanías en Caacupé.

La popularidad de la Virgen de Caacupé en Paraguay es la más importante dentro de devocionario católico de la nación guaraní. Por tal motivo, esta imagen de la Virgen María está consagrada como la Patrona y Señora Protectora de la República del Paraguay. Tal título, es equivalente al que poseen la Virgen de Luján en Argentina y Nuestra Señora Aparecida en Brasil.
Los paraguayos que se encuentran lejos de su tierra, recuerdan esta festividad visitando o participando de una misa (las que tienen más popularidad, son la de inicio -en la primera hora- y la central) de una iglesia cercana bajo esta advocación o aquella que le es más significativa por motivos sentimentales, afectivos o históricos. Si alguna institución paraguaya la tiene como patrona, además de participar de una misa, llevan y traen la imagen de esta Virgen en procesión en una iglesia. La diáspora paraguaya ha introducido a la Virgencita Azul, como también se la llama, en otros países. Así, en España, la Asociación de Paraguayos en Málaga donó a la iglesia de San Juan Bautista una réplica de la Virgen de los Milagros de Caacupé, que fue entronizada el 4 de diciembre de 2016. Antes, en enero de 2012, gracias la Asociación Paraguaya Oñondivepa se entronizó una virgen en la parroquia San Juan Bautista, de Vélez-Málaga. En Argentina, inmigrantes paraguayos fundaron la parroquia de la Virgen de 
Caacupé en la localidad de Berazategui para rendir culto a la Virgencita Azul. En la Localidad de Caballito, se encuentra la Parroquia Nuestra Señora de Caacupé y el Grupo Scouts Nuestra Seňora De Caacupé - 508 (Teléfono: 011 4901-1811). Dicha parroquia se encuentra en la avenida Rivadavia altura 4879 y recibe consultas a su número telefónico (011 4904-0648). 